# Yakovlev UT-3
Yakovlev UT-3, ban đầu gọi là AIR-17 và sau đó là Ya-17, là một loại máy bay cánh đơn hai động cơ, do Alexander Sergeyevich Yakovlev thiết kế cho Không quân Liên Xô (VVS).

## Quốc gia sử dụng
Liên Xô
- VVS

## Tính năng kỹ chiến thuật (UT-3)
Đặc điểm tổng quát
- Kíp lái: 3
- Chiều dài: 10,7 m ()
- Sải cánh: 15 m ()
- Chiều cao: m ()
- Diện tích cánh: 33,42 m² ()
- Trọng lượng rỗng: 2.042 kg ()
- Trọng lượng có tải: 2.627 kg ()
- Trọng lượng cất cánh tối đa: kg ()
- Động cơ: 2 × MV-6,  ()  mỗi chiếc

 Hiệu suất bay 
- Vận tốc cực đại: 260 km/h
- Tầm bay: 1050 km ()
- Trần bay: 6.200 m ()

Trang bị vũ khí

none